# Ясная Поляна (Херсонский район)
Ясная Поляна (укр. Ясна Поляна) — село в Дарьевской сельской общине Херсонского района Херсонской области Украины.
Почтовый индекс — 75031. Телефонный код — 5547. Код КОАТУУ — 6520382003.

## Население
Население по переписи 2001 года составляло 39 человек.

### Языковой состав
Родной язык населения по данным переписи 2001 года:
| Язык       | Численность, чел. | Доля     |
| ---------- | ----------------- | -------- |
| Украинский | 37                | 94,87 %  |
| Русский    | 2                 | 5,13 %   |
| Итого      | 39                | 100,00 % |

## История
Село основано в начале XX века.
В 2022 году, во время полномасштабного вторжения России в Украину, село находилось под оккупацией российской армии. В ноябре того же года освобождено Вооружёнными силами Украины в ходе контрнаступления в Херсонской области.